# Хоутон, Дэниел
Генерал-майор Дэниел Хоутон (27 августа 1770 года — 16 мая 1811 года) — талантливый и опытный офицер британской армии, служивший во время наполеоновских войн до своей смерти в бою с французами в битве при Ла-Альбуэра в Пиренейской войне. После его смерти в соборе Святого Павла был воздвигнут памятник в его честь.
За свою военную карьеру Хоутон сражался на нескольких островах Западной Индии, в Индии, Дании, Португалии и Испании, и даже провел короткий период в отряде королевских морских пехотинцев на флоте Канала. Он был известным и многообещающим офицером; Веллингтон так написал о его гибели: «Я считаю, что никто не мог вести себя лучше, чем он… он пал, размахивая шляпой и призывая свою бригаду идти в атаку».

## Ранние годы жизни
Хоутон родился в замке Хедингем в Эссексе в 1770 году. Он был вторым сыном сэра Генри Хоутона и его второй жены Фанни. Получил образование в колледже Святого Иоанна в Кембридже. Воспринимавшийся в политических кругах как сын члена парламента, Дэниел вместо того, чтобы пойти по стопам отца, выбрал военную карьеру.

## Французские революционные войны
В 1793 году в 23 года во время Французской войны за независимость он вступил в 82-й пехотный полк в качестве капитана благодаря покупке звания. В 1794 году он перешёл в недолго просуществовавший 97-й Пехотный полк, а после его роспуска в 1795 году в 67-й пехотный. Будучи в 97-м, Хоутон и его войска провели несколько месяцев с флотом Канала в качестве импровизированных морских пехотинцев. Его отец умер в том же году, и титулы, поместья и политические должности перешли к его старшему брату Генри Филиппу Хоутону.
В 1796 году 67-й полк был отправлен в Вест-Индию для участия в нескольких кампаниях, в том числе в Сан-Доминго во время гаитянской революции, и некоторое время был расквартирован на Ямайке. В том же году Хоутон был произведен в подполковники. В январе 1799 года Хоутон был переведён в 88-й пехотный полк, также известный как Коннахтские рейнджеры, который был размещён в Индии. Хоутон присоединился к своему полку в Бомбее. По неизвестным причинам Хоутон не сопровождал его в Египет в 1801 году для окончательного разгрома французской армии, дислоцированной там, и вместо этого провел несколько лет в штабе лорда Морнингтона. В 1804 году он вернулся в Англию, привезя с собой несколько депеш.

## Наполеоновские войны
После прибытия в Англию в ноябре 1804 года Хоутон получил под командование недавно сформированный 2-й батальон 8-го пехотного полка, и в следующем году был повышен до полковника. После обучения и подготовки полка Хоутон был отправлен со своими войсками в Данию для участия в бомбардировке Копенгагена под командованием сэра Артура Уэлсли, брата которого Хоутон знал по Индии. Хоутон не принял активного участия в Копенгагене и вскоре был снова переведен в Вест-Индию, участвуя в 1809 году во вторжении на Мартинику. Именно поэтому Хоутон не присоединялся к Уэлсли на Пиренейском полуострове до 1810 года, когда он принял командование бригадой в Кадисе.
25 июля 1810 года Хоутон был повышен до генерал-майора, а в сентябре принял командование 3-й бригадой 2-й дивизии под командованием сэра Уильяма Стюарта, у которого он служил в 1790-х годах. В первый и последний раз Хоутон участвовал в сражении Пиренейской войны в битве при Ла-Альбуера, где дивизия Стюарта была спешно брошена в бой после отступления испанцев на правом крыле. Быстрое развёртывание сделало дивизию уязвимой для атаки французской кавалерии, и 1-я бригада под командованием полковника Джона Колборна была почти полностью уничтожена. Однако бригада Хоутона держалась твёрдо и отогнала французскую кавалерию, а затем выдержала атаку 11 000 бойцов 5-го французского корпуса. Три четверти бригады были убиты или ранены во время этой яростной битвы. Когда атака утихла, Хоутон снял шляпу, чтобы дать команду своим солдатам идти вперёд, и в этот момент был сражён мушкетной пулей и мгновенно убит.
Несмотря на смерть Хоутона, бригада продолжала сражаться и организованно покинула поле боя, но битва не выявила явного победителя. Сразу же после боя тело Хоутона, вместе с телами сотен других солдат его дивизии, было доставлено в Элваш и похоронено на британском кладбище Элваша, которое сейчас является мемориалом для 60 000 офицеров и солдат британской и португальской армии, которые погибли вместе со своими испанскими союзниками за свободу и независимость во время Пиренейской войны 1808—1814 гг. В Британии скорбели о его смерти, и правительственное движение оплатило памятник в его честь, который был установлен в соборе Святого Павла